# Hertog van Buckingham
Hertog van Buckingham (Engels: Duke of Buckingham) is een Engelse en Britse adellijke titel. 
De titel hertog van Buckingham werd gecreëerd in 1444 door Hendrik VI voor Humphrey Stafford. Zijn kleinzoon, Henry, verloor de titel in 1483 vanwege zijn verzet tegen Richard III. De zoon van 
Henry Stafford kreeg de titel terug in 1485, maar verloor deze alsnog in 1521, nu wegens verzet tegen kardinaal Wolsey.
In 1623 werd de titel voor de tweede keer gecreëerd door Jacobus I voor zijn favoriet George Villiers. Na de dood van diens zoon, de 2e hertog, verviel de titel opnieuw.
Koningin Anna creëerde de titel voor de derde keer voor John Sheffield, markies van Normanby, samen met de titel hertog van Normanby. Beide titels werden gezamenlijk gevoerd (hertog van Buckingham en Normanby). Na het kinderloze overlijden van de tweede hertog verviel de titel andermaal.
De vierde creatie vond plaats in 1822 door George IV voor Richard Temple-Grenville, samen met de titel hertog van Chandos. Ook deze titels werden gezamenlijk gevoerd (hertog van Buckingham en Chandos). Deze titel verviel na het overlijden van de derde hertog in 1889.

## Hertog van Buckingham, eerste creatie (1444)
- Humphrey Stafford, 1e hertog van Buckingham (1444–1460)
- Henry Stafford, 2e hertog van Buckingham (1460–1483)
- Edward Stafford, 3e hertog van Buckingham (1485–1521)

## Hertog van Buckingham, tweede creatie (1623)
- George Villiers, 1e hertog van Buckingham (1623–1628)
- George Villiers, 2e hertog van Buckingham (1628–1687)

## Hertog van Buckingham en Normanby (1703)
- John Sheffield, 1e hertog van Buckingham en Normanby (1703–1721)
- Edmund Sheffield, 2e hertog van Buckingham en Normanby (1721–1735)

## Hertog van Buckingham en Chandos (1822)
- Richard Temple-Nugent-Brydges-Chandos-Grenville, 1e hertog van Buckingham en Chandos (1822–1839)
- Richard Temple-Nugent-Brydges-Chandos-Grenville, 2e hertog van Buckingham en Chandos (1839–1861)
- Richard Temple-Nugent-Brydges-Chandos-Grenville, 3e hertog van Buckingham en Chandos (1861–1889)